# Championnat de France de basket-ball 1947-1948
Navigation
Saison précédente Saison suivante
La saison 1947-1948 du championnat de France de basket-ball Excellence est la 26e édition du championnat de France masculin de basket-ball.
L'Union athlétique de Marseille remporte le championnat.

## Présentation
La saison 1947-1948 reprend la formule de la saison 1946-1947 qui prévoit l'organisation de poules qualificatives en deux séries dont sont issus les demi-finalistes qui s'affrontent sur un seul match éliminatoire, de même que les finalistes.
- 1re série avec 32 équipes réparties en huit poules de quatre
  - 1er tour le 2 novembre, 2e tour le 23 novembre et 3e tour le 14 décembre 1947
  - Les deux premiers de chaque poule sont qualifiés pour la deuxième série
- 2e série avec 16 équipes réparties en quatre poules de quatre
  - 1er tour le 1er février, 2e tour le 22 février et 3e tour le 14 mars 1948
  - Le premier de chaque poule se qualifie pour les demi-finales
- Demi-finales le 4 avril 1948
- Finale le 2 mai 1948 (initialement prévue le 25 avril 1948) au Stade Roland-Garros[1]

## Équipes participantes
32 équipes réparties en huit poules de quatre pour la 1re série.
- CAPO Limoges
- Racing Club de France
- Aviron bayonnais
- AS Montferrand
- AS Monaco
- AS Clermontoise
- Toulouse UC
- UA Marseille
- BC Montbrison
- ESSMG Lyon
- JDA Ménilmontant
- Alsacienne Lorraine Paris
- Stade Clermontois
- Stade français
- AS Mulhouse
- SO Chambéry
- EV Bellegarde
- GSM Roanne
- Paris UC
- US Métro
- USC Rochelais
- Championnet Sports
- ASC Rennais
- Avia Club
- US Pont-l'Évêque
- SCPO Paris
- Hermine de Nantes
- AS Saint-Hippolyte
- CSM Auboué
- US Saint-Thomas d'Aquin
- Rhonel SC
- Hirondelle Coutures

## Classement de la saison régulière
Classement au terme de la 2e série :
| # | Équipe              | Pts |
| - | ------------------- | --- |
| 1 | Paris UC            | 8   |
| 2 | Hirondelle Coutures | 7   |
| 3 | USC Rochelais       | 6   |
| 4 | CAPO Limoges        | 3   |

| # | Équipe             | Pts |
| - | ------------------ | --- |
| 1 | Championnet Sports | 9   |
| 2 | CSM Auboué         | 7   |
| 3 | US Pont-l'Évêque   | 5   |
| 4 | JDA Ménilmontant   | 2   |

| # | Équipe                | Pts |
| - | --------------------- | --- |
| 1 | AS Monaco             | 9   |
| 2 | Stade Clermontois     | 7   |
| 3 | Racing Club de France | 5   |
| 4 | AS Saint-Hippolyte    | 2   |

| # | Équipe         | Pts |
| - | -------------- | --- |
| 1 | UA Marseille   | 9   |
| 2 | Stade français | 7   |
| 3 | BC Montbrison  | 5   |
| 4 | US Métro       | 2   |

- Qualification pour la phase finale

## Phase finale
|  | Demi-finales            | Demi-finales            |                   |    | Finale                                  | Finale                                  |
|  | Demi-finales            | Demi-finales            |                   |    | Finale                                  | Finale                                  |
|  |                         |                         |                   |    |                                         |                                         |
|  | 4 avril 1948, Paris     | 4 avril 1948, Paris     |                   |    | 2 mai 1948, Paris (Stade Roland-Garros) | 2 mai 1948, Paris (Stade Roland-Garros) |
|  | 4 avril 1948, Paris     | 4 avril 1948, Paris     |                   |    | 2 mai 1948, Paris (Stade Roland-Garros) | 2 mai 1948, Paris (Stade Roland-Garros) |
|  | (D1) UA Marseille       | 41                      |                   |    | 2 mai 1948, Paris (Stade Roland-Garros) | 2 mai 1948, Paris (Stade Roland-Garros) |
|  | (D1) UA Marseille       | 41                      |                   |    | 2 mai 1948, Paris (Stade Roland-Garros) | 2 mai 1948, Paris (Stade Roland-Garros) |
|  | (C1) AS Monaco          | 29                      |                   |    | 2 mai 1948, Paris (Stade Roland-Garros) | 2 mai 1948, Paris (Stade Roland-Garros) |
|  | (C1) AS Monaco          | 29                      | (D1) UA Marseille | 40 |                                         |                                         |
|  | 4 avril 1948, Marseille |                         | (D1) UA Marseille | 40 |                                         |                                         |
|  |                         | (B1) Championnet Sports | 29                |    |                                         |                                         |
|  | (A1) Paris UC           | (B1) Championnet Sports | 29                | 32 |                                         |                                         |
|  | (A1) Paris UC           |                         |                   | 32 |                                         |                                         |
|  | (B1) Championnet Sports | 36                      |                   |    |                                         |                                         |
|  | (B1) Championnet Sports | 36                      |                   |    |                                         |                                         |